# Criptomorfismo
In matematica, due oggetti (solitamente sistemi di assiomi) sono detti criptomorfi se è possibile trovare tra essi un'equivalenza (anche in modo informale) ma non sia invece esplicitato un isomorfismo. La parola "criptomorfismo" fa quindi il verso ai vari morfismi della matematica, e dire che esiste un criptomorfismo tra due oggetti equivale a dire che sono criptomorfi, ma la parola in sé non indica alcun particolare morfismo, dato che se ad esempio fosse esplicitato un isomorfismo, i due oggetti si direbbero isomorfi, e non criptomorfi.

## Etimologia
La parola fu inventata da Garrett Birkhoff prima del 1967, nella terza edizione del suo libro Lattice Theory (Teoria dei reticoli). Birkhoff non ne diede una definizione formale, anche se altri matematici hanno da allora fatto dei tentativi.

## L'utilizzo nella teoria delle matroidi
L'utilizzo informale della parola fu reso popolare (e il suo significato notevolmente esteso) da Gian-Carlo Rota nel contesto della teoria delle matroidi: esistono dozzine di approcci assiomatici equivalenti alle matroidi, e due di essi spesso appaiono completamente diversi.
Nonostante ci siano molti concetti criptomorfi in matematica al di fuori della teoria delle matroidi e dell'algebra universale, l'utilizzo della parola non si è diffuso in altre branche della matematica (nonostante forse l'intenzione di Rota). È tuttavia piuttosto usata tra i ricercatori della teoria delle matroidi.